# Беттгер, Лайл
Лайл Беттгер (англ.  Lyle Bettger), имя при рождении Лайл Стэтем Беттгер (англ. Lyle Stathem Bettger; 13 февраля 1915 — 24 сентября 2003) — американский актёр театра, кино и телевидения 1950—1980-х годов.
С 1939 по 1949 год Беттгер работал актёром на Бродвее, после чего перебрался в Голливуд, где вплоть до 1971 года сыграл в 27 фильмах и с 1955 по 1980 год — в 48 телесериалах. Как правило, он играл характерные роли, часто отрицательных персонажей. К числу наиболее заметных картин с участием Беттгера относятся фильмы нуар «Не её мужчина» (1950) и «Станция Юнион» (1950), мелодрамы «Величайшее шоу мира» (1952) и «Всё, чего я желаю» (1953), военный экшн «Морская погоня» (1955), а также вестерны «Заместитель шерифа Дестри» (1954), «Одинокий рейнджер» (1956), «Перестрелка у корраля О-Кей» (1957), «Невада Смит» (1966) и «Возвращение стрелка» (1966).
В 1957—1958 годах Беттгер играл одну из главных ролей в судебном телесериале «Суд последней надежды» (1957—1958), а в 1959—1960 годах в паре с Харольдом Джей Стоуном сыграл главную роль следователя в криминальном телесериале «Большое жюри».

## Ранние годы и начало карьеры
Лайл Беттгер, имя при рождении Лайл Стэтем Беттгер, родился 13 февраля 1915 года в Филадельфии, Пенсильвания, США, в семье профессионального бейсболиста Фрэнка Бетчера (англ.  Frank Betcher). Позже семья сменила фамилию на Беттгер.
Он получил образование в престижной частной школе Haverford School в Хаверфорде, Пенсильвания, где блистал в драматическом кружке. В 20 лет он уехал учиться в Американскую академию драматического искусства в Нью-Йорке. После окончания Академии в 1937 году Беттгер успел поиграть в различных гастролирующих труппах и местных театральных коллективах.

## Театральная карьера
В 1938 году Беттгер дебютировал на Бродвее в спектакле «Танцевальная ночь» (1938), после чего сыграл в таких бродвейских спектаклях, как «Летняя ночь» (1939), «Летающие Жерардо» (1940—1941), «Луна опустилась» (1942), «Вся за всё» (1943) и «О, брат!» (1945).
Свои самые большие роли Беттгер сыграл в комедии Нормана Красны «Джон любит Мэри» (1947—1948), где исполнил роль лейтенанта О’Лири, персонажа, описанного драматургом как «25-летний, красивый, ухмыляющийся и слишком самоуверенный», и в постановке Элиа Казана мюзикла Алана Джей Лернера и Курта Вайля «Любовная жизнь» (1948—1949). Игра в этих спектаклях обратила на себя внимание студии Paramount Pictures, что привело к заключению контракта.

## Карьера в кинематографе
В 1949 году Беттгер подписал трёхлетний контракт со студией Paramount Pictures, и в 1950 году дебютировал в фильме нуар «Не её мужчина» (1950) с Барбарой Стэнвик в главной роли. В этой мрачной драме о запугивании и предательстве Беттгер сыграл своего первого кинозлодея. Когда бедная, обездоленная героиня (Стэнвик) забеременела от него, он вручил ей пять долларов и билет на поезд, чтобы её она уехала из Нью-Йорка в Сан-Франциско. По прошествии некоторого времени, когда героиня Стэнвик, выдав себя за другую женщину, уже устроила для себя новую счастливую жизнь, он находит её и начинает шантажировать, требуя денег за молчание о её прошлом. Игра Беттгера была оценена достаточно высоко, и, как отмечено в биографии актёра на Turner Classic Movies, «с этого момента Беттгеру редко предоставлялась возможность играть кого-либо, кроме жестоких и устрашающих персонажей». В том же году в фильме нуар «Станция Юнион» (1950) Беттгер сыграл главаря банды, которая похищает 17-летнюю слепую дочь богатого бизнесмена. Благодаря бдительности секретарши бизнесмена (Нэнси Олсен) полицейские во главе с детективом (Уильям Холден) вскоре выходят на бандитов, и после захватывающей погони детектив убивает персонажа Беттгера. Историк кино Джейсон Бьюкенен выделил игру Беттгера как одну из самых сильных в его карьере, а кинокритик Роналд Берган написал, что «смерть на экране была тем, что у Беттгера получалось исключительно хорошо».
В 1951 году у Беттгера были две картины — романтическая комедия «Дорогой эгоист» (1951), где он сыграл освободившегося заключённого, вставшего на путь исправления, опеку над которым взяла дочь судьи (Мона Фриман). В драме о вере и чуде «Первый легион» (1951) с Шарлем Буайе в роли иезуитского священника Беттгер сыграл его оппонента, врача, который демонстрирует способности к чудесным исцелениям. Оба актёра, по мнению киноведа Крейга Батлера, сыграли отлично.

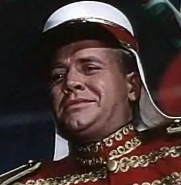
Лайл Беттгер в фильме «Величайшее шоу мира» (1952)

В 1952 году в оскароносной цирковой эпопее Сесила Б. Демилля «Величайшее шоу мира» (1952) Беттгер предстал в роли патологически ревнивого и подлого дрессировщика слонов Клауса. Как пишет Берган, Клаус безумно ревнует свою сексуальную партнёршу по шоу (Глория Грэм), и в одной из сцен его останавливают в последний момент, чтобы он не позволил своему огромному слону раздавить ей голову. Как далее отмечает критик, «к счастью, в конце концов Клауса убивает цирковой поезд, когда тот на автомобиле едет по рельсам».
В приключенческом экшне «Ураган Смит» (1952) с Джоном Айрлендом в заглавной роли, Беттгер предстал в отрицательной роли моряка, которого убивают в ножевой драке в финале картины. Он также сыграл роль второго плана в железнодорожном вестерне с Эдмондом О’Брайеном «Денвер и Рио-Гранде» (1952), представ в образе подручного преступного конкурента главного героя (Стерлинг Хейден).
Мелодрама «Всё, чего я желаю» (1953) была второй совместной работой Беттгера с режиссёром Дугласом Сирком и второй совместной работой со звездой фильма Барбарой Стэнвик. На этот раз Беттгер сыграл Датча, владельца магазина для охотников и рыболовов в небольшом городке, у которого когда-то был роман с замужней Наоми (Стэнвик). Наоми сбежала из городка, начав неудачную актёрскую карьеру, а по её возвращении Датч попытался силой навязать ей отношения, и в результате борьбы она случайным выстрелом ранила его в грудь. Датч выжил, и, похоже, осознал бесперспективность попыток добиться Наоми. В вестерне в Джоном Пейном «Побеждённые» (1953), действие которого происходит вскоре после окончания Гражданской войны, Беттгер сыграл отрицательную роль вновь назначенного главы небольшого южного городка, в котором он начинает насаждать свои криминальные порядки. В финале картины героя Беттгера убивает его любовница (Джан Стерлинг). Наконец, в вестерне «Великое восстание сиу» (1953), действие которого происходит во время Гражданкой войны, персонаж Беттгера крадёт лошадей у индейцев, собираясь перепродать их армии, что едва не приводит к войне. Её удаётся предотвратить лишь усилиями бывшего военного врача (Джефф Чандлер), который является романтическим соперником Беттгера. В фильме нуар «Запрещено» (1953) Беттгер сыграл ключевую отрицательную роль криминального авторитета и владельца клуба в Макао, который в итоге гибнет от взрыва на корабле, вызванного его неудачным выстрелом в героя картины (Тони Кёртис).
Беттгер был заклятым врагом героев Оди Мерфи в вестернах «Заместитель шерифа Дестри» и «Барабаны за рекой» (оба — 1954). В том же году вышла цирковая мелодрама «Карнавальная история» (1954), действие которой происходит в Германии. Беттгер сыграл Фрэнка Коллини, успешного ныряльщика с высоты, невеста и партнёрша которого Вилли (Энн Бакстер) заводит роман с молодым рабочим сцены Джо (Стив Кокран). После гибели Фрэнка в результате несчастного случая во время выступления, Джо, присвоив его наследство, сознаётся Вилли, что он намеренно подпилил ступеньку лестницы Фрэнка. Джо пытается задушить Вилли, однако в итоге гибнет сам. Это, по словам Беттгера, был «первый и единственный раз на моей памяти, когда я не плохой парень в полнометражной картине». Беттгер сыграл хладнокровного нацистского старшего офицера подводной лодки в военно-морском триллере «Морская погоня» (1955) с Джоном Уэйном в главной роли.
В вестерне «Одинокий рейнджер» (1956) Беттгер сыграл богатого владельца ранчо, который хочет завладеть священной для индейцев горой, чтобы добывать там серебро. Это едва не приводит к восстанию, и лишь благодаря усилиям заглавного героя (Клейтон Мур) войны удаётся избежать. В вестерне «Война в Абилине» (1956) он сыграл алчного главаря захватчиков земель, враждующих с исконными фермерами. На следующий год Беттгер сыграл в одном из самых значимых фильмов в своей карьере, вестерне Джона Стерджеса «Перестрелка у корраля О-Кей» (1957), посвященном знаменитой перестрелке Уайатта Эрпа и Дока Холлидея в группой преступников в Тумстоне в 1881 году. В этой картине Беттгер был Айком Клэнтоном, «неисправимо преступным владельцем ранчо и главой банды, противостоящей Уайатту Эрпу (Берт Ланкастер) и Доку Холлидею (Кирк Дуглас)».
В следующий раз Беттгер появился на экране в вестерне «Револьверы на лесоповале» (1960) о столкновении команды лесорубов с фермерами, сыграв заклятого врага главаря лесорубов в исполнении Алана Лэдда. На протяжении 1960-х годов Беттгер сыграл ещё в пяти вестернах, среди которых «Укротитель города» (1965) с Дэной Эндрюсом, «Невада Смит» (1966) со Стивом Маккуином, «Возвращение стрелка» (1966) с Робертом Тейлором и «Джонни Рино» (1966) с Дэной Эндрюсом, а также музыкальный комедийный вестерн с Роем Орбисоном «Быстрейшая гитара из всех живущих» (1967). До конца карьеры Беттгер появился ещё в трёх фильмах — приключенческом триллере с Бертом Рейнольдсом «В тупике» (1969), приключенческой мелодраме с Чарльтоном Хестоном «Гавайцы» (1970) и драме «Семь минут» (1971).

## Карьера на телевидении
В период с 1955 по 1980 год Беттгер сыграл в 140 эпизодах 48 различных сериалов. Как отмечают историки кино, в 1950—960-е годы Беттгер «примерил на себя роль многочисленных злодеев» в вестернах на телеэкране. Он, в частности, сыграл в таких ковбойских сериалах, как «Истории Уэллс-Фарго» (1957—1961, 3 эпизода), «Караван повозок» (1958), «Театр Зейна Грэя» (1958—1959, 2 эпизода), «Стрелок» (1959—1962, 2 эпизода), «Ларами» (1959—1962, 5 эпизодов), «Помощник шерифа» (1960), «Бонанза» (1962—1966, 2 эпизода), «Дни в Долине смерти» (1964), «Дымок из ствола» (1964), «Дэниел Бун» (1967—1969, 2 эпизода) и «Виргинец» (1970).
Как отмечено в статье об актёре в «Нью-Йорк Таймс», «на телевидении, однако, он мог бы быть и праведным героем — например, играя главную роль эксперта по уголовному праву, борющегося за освобождение несправедливо осужденных заключенных в сериале „Суд последней надежды“ (1957—1958, 26 эпизодов)». Он также играл главную роль следователя большого жюри в криминальном сериале «Большое жюри» (1959—1960, 40 эпизодов).
Кроме того, Беттгер снялся в таких криминальных сериалах, как «Правосудие Берка» (1965), «Менникс» (1972), «Айронсайд» (1973), «Полицейская история» (1973—1975, 2 эпизода) и «Барнаби Джонс». В 1968 году Беттгер впервые сыграл в детективном телесериале «Гавайи 5-0», после чего вместе с женой и детьми переехал жить на Гавайи. Всего вплоть до 1980 года Беттгер сыграл разные роли в 12 эпизодах этого сериала. Снявшись в нём последний раз в 1979 году, Беттгер вышел на пенсию и поселился в Паие.

## Актёрское амплуа и оценка творчества
Лайл Беттгер был «красивым, светловолосым характерным актёром со стальными глазами», который стал «одним из самых узнаваемых злодеев в криминальных драмах и вестернах 1940—1960-х годов». Как отмечено в «Нью-Йорк Таймс», Беттер был наиболее известен тем, что изображал безжалостных типов, которые, тем не менее, были проникнуты лукавым очарованием, в вестернах и нуарных триллерах послевоенной эпохи.
В начале 1940-х годов Беттгер добился кратковременного успеха на Бродвее, прежде чем получил прорыв в кинематограф, когда студия Paramount Pictures предложила ему контракт. Это привело к его к ключевым отрицательным ролям в фильмах нуар «Не её мужчина» (1950) и «Станция Юнион» (1950).Однако, «вероятно, больше всего его помнят по роли Клауса, ревнивого и подлого дрессировщика слонов в цирковой мелодраме „Величайшее шоу мира“ (1952)».
Всего за свою карьеру Беттгер снялся более чем в 30 фильмах и в нескольких десятках телесериалов. Начиная с 1953 года, Беттгер снимался в основном в вестернах, где благодаря своему стальному взгляду почти всегда играл злодеев. Как отметил Роланд Берган, «мало кто из кинозлодеев умел усмехаться столь убедительно. Тот факт, что он был светловолосым, со стальными голубыми глазами и был красив в холодной арийской манере, делал его идеальным для роли нацистских офицеров». Как отмечено в биографии актёра на IMDb, Беттгер «никогда не был разбойником, покрытым дорожной пылью. Нет, он был безупречно выглядящим, „респектабельным“ (но двуличным) денди в шелковом дамасском жилете, часто учтиво попыхивающим сигарой, пепел от которой он затем мог презрительно бросить в лицо герою. Он мог противостоять противнику с кривой улыбкой, аккуратно втыкая свой кинжал между ребер последнего». По мнению автора, удивительно, что «Беттгер со своей арийской внешностью и угрожающей усмешкой, так и не показал себя на экране в роли стереотипного нацистского офицера СС или следователя гестапо».
В 1979 году Беттгер ушел на пенсию, заявив: «В целом, мне нравилось играть злодеев, в большинстве случаев они обычно играют лучшую роль, чем исполнитель главной роли».

## Личная жизнь
Беттгер познакомился со своей будущей женой, актрисой радио и театра Мэри Гертрудой Рольф (англ.  Mary Gertrude Rolfe), когда оба учились в Американской академии драматического искусства в Нью-Йорке. Они вместе появились в бродвейской пьесе «Танцевальная ночь» в 1938 году и поженились два года спустя. Брак продлился вплоть до смерти жены в 1996 году. У пары было трое детей — Лайл-младший, Фрэнк и Пола.
В 1974 году Беттгер переехал в Паию, на острове Мауи, Гавайи, и пять лет спустя завершил актёрскую профессию.
В отличие от своих персонажей, в обычной жизни Беттгер был довольно приветлив и дружелюбен, пользовался популярностью у своих коллег и наслаждался каждым моментом со своей женой и тремя детьми.

## Смерть
Лайл Беттгер умер 24 сентября 2003 года в возрасте 88 лет в доме своего сына Лайла в Атаскадеро, Калифорния. Точная причина его смерти не называлась.
У него остались трое детей, сестра Ли Морган и трое внуков.

## Фильмография
| Год        |    | Русское название                  | Оригинальное название             | Роль                           |
| ---------- | -- | --------------------------------- | --------------------------------- | ------------------------------ |
| 1950       | ф  | Не её мужчина                     | No Man of Her Own                 | Стивен «Стив» Морли            |
| 1950       | ф  | Станция Юнион                     | Union Station                     | Джо Биком                      |
| 1951       | ф  | Дорогой эгоист                    | Dear Brat                         | мистер Бакстер                 |
| 1951       | ф  | Первый легион                     | The First Legion                  | доктор Питер Моррелл           |
| 1952       | ф  | Денвер и Рио Гранде               | Denver & Rio Grande               | Джонни Бафф                    |
| 1952       | ф  | Величайшее шоу мира               | The Greatest Show on Earth        | Клаус                          |
| 1952       | ф  | Ураган Смит                       | Hurricane Smith                   | Клобб                          |
| 1953       | ф  | Всё, чего я желаю                 | All I Desire                      | Датч Хейнеманн                 |
| 1953       | ф  | Запрещено                         | Forbidden                         | Джастин Кейт                   |
| 1953       | ф  | Великое восстание сиу             | The Great Sioux Uprising          | Стивен Кук                     |
| 1953       | ф  | Побеждённые                       | The Vanquished                    | Роджер Хейл                    |
| 1954       | ф  | Карнавальная история              | Carnival Story                    | Фрэнк Коллони                  |
| 1954       | ф  | Заместитель шерифа Дестри         | Destry                            |                                |
| 1954       | ф  | Барабаны за рекой                 | Drums Across the River            | Фрэнк Уокер                    |
| 1955       | ф  | Морская погоня                    | The Sea Chase                     | старший офицер Кирхнер         |
| 1955       | с  | Видеотеатр «Люкс»                 | Lux Video Theatre                 | Джо (1 эпизод)                 |
| 1955—1957  | с  | Телевизионный театр «Форда»       | The Ford Television Theatre       | разные роли (2 эпизода)        |
| 1956       | ф  | Одинокий рейнджер                 | The Lone Ranger                   | Рис Килгор                     |
| 1956       | ф  | Война в Абилине                   | Showdown at Abilene               | Дейв Мосли                     |
| 1956       | с  | Reader's Digest на ТВ             | TV Reader's Digest                | Лестер Миллер (1 эпизод)       |
| 1957       | ф  | Перестрелка в коррале О-Кей       | Gunfight at the O.K. Corral       | Айк Клэнтон                    |
| 1957       | с  | Час 20th Century Fox              | The 20th Century-Fox Hour         | маршал Марк Стретт (1 эпизод)  |
| 1957—1958  | с  | Суд последней надежды             | The Court of Last Resort          | Сэм Ларсен (26 эпизодов)       |
| 1957—1961  | с  | Истории Уэллс-Фарго               | Tales of Wells Fargo              | разные роли (3 эпизода)        |
| 1958       | с  | Официальный детектив              | Official Detective                | Гарри Дрисколл (1 эпизод)      |
| 1958       | с  | Караван повозок                   | Wagon Train                       | Джо Трамбелл (1 эпизод)        |
| 1958       | с  | Преследование                     | Pursuit                           | капитан полиции (1 эпизод)     |
| 1958—1959  | с  | Театр Зейна Грея                  | Zane Grey Theater                 | разные роли (2 эпизода)        |
| 1959       | с  | Диснейленд                        | Disneyland                        | Эл Барко (1 эпизод)            |
| 1959       | с  | Закон жителя равнин               | Law of the Plainsman              | шериф Макс Шэффи (40 эпизодов) |
| 1959—1960  | с  | Большое жюри                      | Grand Jury                        | Гарри Дрисколл (40 эпизодов)   |
| 1959—1962  | с  | Ларами                            | Laramie                           | разные роли (5 эпизодов)       |
| 1959—1962  | с  | Стрелок                           | The Rifleman                      | разные роли (2 эпизода)        |
| 1960       | ф  | Револьверы на лесоповале          | Guns of the Timberland            | Клэй Белл                      |
| 1960       | с  | Помощник шерифа                   | The Deputy                        | Эйсес Томпсон (1 эпизод)       |
| 1960       | с  | Шоу «Дюпон» с Джун Эллисон        | The DuPont Show with June Allyson | Фил Росс (1 эпизод)            |
| 1960—1964  | с  | Сыромятная плеть                  | Rawhide                           | разные роли (3 эпизода)        |
| 1961       | с  | Высокий человек                   | The Tall Man                      | Винс Обер (1 эпизод)           |
| 1961       | с  | Закон и мистер Джонс              | The Law and Mr. Jones             | Дафф Макинтайр (1 эпизод)      |
| 1962 —1966 | с  | Бонанза                           | Bonanza                           | разные роли (2 эпизода)        |
| 1963       | с  | Гриндл                            | Grindl                            | Норман (1 эпизод)              |
| 1964       | с  | В бою                             | Combat!                           | капитан Брауэр (1 эпизод)      |
| 1964       | с  | Дымок из ствола                   | Gunsmoke                          | Полк (1 эпизод)                |
| 1964       | с  | Дни в Долине смерти               | Death Valley Days                 | майор Бен Робертс (1 эпизод)   |
| 1964       | с  | Театр саспенса «Крафта»           | Kraft Suspense Theatre            | Тед Джонсон (1 эпизод)         |
| 1965       | ф  | Городской укротитель              | Town Tamer                        | Лес Ринг/ маршал Лес Паркер    |
| 1965       | с  | Правосудие Берка                  | Burke's Law                       | капитан Донахью (1 эпизод)     |
| 1965       | с  | Мистер Новак                      | Mr. Novak                         | Бригхэм (1 эпизод)             |
| 1966       | ф  | Джонни Рино                       | Johnny Reno                       | мэр Джесс Йейтс                |
| 1966       | ф  | Невада Смит                       | Nevada Smith                      | Джек Радабоу                   |
| 1966       | с  | Голубой свет                      | Blue Light                        | полковник (1 эпизод)           |
| 1966       | с  | Временное пространство            | The Time Tunnel                   | майор Хофман (1 эпизод)        |
| 1967       | ф  | Быстрейшая гитара из всех живущих | The Fastest Guitar Alive          | Чарли                          |
| 1967       | ф  | Возвращение стрелка               | Return of the Gunfighter          | Клэй Саттон                    |
| 1967       | с  | Путешествие на дно океана         | Voyage to the Bottom of the Sea   | доктор Кинг (1 эпизод)         |
| 1967       | с  | Симмарон Стрип                    | Cimarron Strip                    | Тейт (1 эпизод)                |
| 1967 —1969 | с  | Дэниэл Бун                        | Daniel Boone                      | разные роли (2 эпизода)        |
| 1969       | ф  | В тупике                          | Impasse                           | Хансен                         |
| 1969       | с  | Изгои                             | The Outcasts                      | шериф (1 эпизод)               |
| 1969       | с  | Человек по имени Шинандоа         | A Man Called Shenandoah           | шериф (1 эпизод)               |
| 1969— 1980 | с  | Гавайи 5-O                        | Hawaii Five-O                     | разные роли (12 эпизодов)      |
| 1970       | ф  | Гавайцы                           | The Hawaiians                     | Джэндерс                       |
| 1970       | с  | Виргинец                          | The Virginian                     | Сет Уилер (1 эпизод)           |
| 1971       | ф  | Семь минут                        | The Seven Minutes                 | Фрэнк Гриффит                  |
| 1971       | с  | Интуиция                          | Insight                           | Арт Крюгер (1 эпизод)          |
| 1971—1973  | с  | Семья Фишеров                     | The Fisher Family                 | разные роли (2 эпизода)        |
| 1972       | с  | Театр NET                         | NET Playhouse                     | Джеймс Маккей (1 эпизод)       |
| 1972       | с  | Менникс                           | Mannix                            | Джулиан Меллори (1 эпизод)     |
| 1972       | с  | О’Хара, Казначейство США          | O'Hara, U.S. Treasury             | Лейтон Уиллард (1 эпизод)      |
| 1973       | с  | Айронсайд                         | Ironside                          | Луис Блейн (1 эпизод)          |
| 1973—1975  | с  | Полицейская история               | Police Story                      | разные роли (2 эпизода)        |
| 1979       | с  | Барнаби Джонс                     | Barnaby Jones                     | капитан Гроден (2 эпизода)     |
| 1980       | тф | Станция М: Гавайи                 | M Station: Hawaii                 | адмирал Линкольн               |